# Изложба „Нови чланови” (1991)
Изложба „Нови чланови” се одржала од априла до октобра 1991. године у Галерији Удружења ликовних уметника Србије, Дому културе Смедерево, Градској библиотеци Рашка, Клубу „Рашка школа” и Галерији „Сопоћанска виђења” у Новом Пазару.

## Уметнички савет
Избор нових чланова и радова је обавио Уметнички савет Удружења ликовних уметника Србије у следећем саставу:
- Живко Ђак, председник
- Александар Цветковић
- Марко Крсмановић
- Владимир Комад
- Бранко Миљуш
- Милун Видић
- Вјера Дамјановић
- Исак Аслани
- Мило Димитријевић
- Градимир Петровић
- Душан Оташевић

## Излагачи

### Сликари
1. Милорад Блануша
2. Искра Браво
3. Оливера Гаврић
4. Данијел Глид
5. Зоран Граовац
6. Миленко Дивјак
7. Раде Ивковић
8. Гордана Кнежевић
9. Илија Крковић
10. Александар Дарко Лазић
11. Бојана Максимовић
12. Добривоје Максимовић
13. Деана Настић
14. Јасна Николић
15. Зоран Пејић
16. Душан Петровић
17. Александар Поповић
18. Санвила Пореј
19. Александра Ракоњац
20. Гордана Странишић
21. Ненад Станковић
22. Предраг Ћирић
23. Ивана Цековић
24. Наталија Чојановић

### Вајари
1. Емил Васић
2. Василије Живковић
3. Илија Илић
4. Драган Јеленковић
5. Добривоје Крговић
6. Милан Марковић

### Графичари
1. Соња Влаховић
2. Катарина Зарић
3. Јехона Шаћири

### Проширени медији
1. Владета Стојић